# Bombus digressus
Bombus digressus là một loài Hymenoptera trong họ Apidae. Loài này được Milliron mô tả khoa học năm 1962.